# John Thompson
John Sparrow David Thompson (ur. 10 listopada 1845 w Halifaksie, zm. 12 grudnia 1894 w Windsorze) – premier Kanady w latach 1892–1894 z ramienia Partii Konserwatywnej.

## Życiorys
Urodził się w Halifaksie w Nowej Szkocji. Żonaty był z Annie Affel, która urodziła mu dziewięcioro dzieci, z czego dwóch synów i trzy córki dożyli wieku dorosłego. Zanim zaangażował się w politykę, Thompson był prawnikiem praktykującym w rodzinnym Halifax.
Swoją karierę polityczną zapoczątkował jako premier Nowej Szkocji, by następnie wejść w skład Sądu Najwyższego Nowej Szkocji – Nova Scotia Supreme Court. W 1855 John Macdonald zaprosił go do udziału w swym gabinecie. Wkrótce po tym stał się jednym z najbardziej prominentnych polityków konserwatywnych. Po śmierci Macdonalda, choć był faworytem do objęcia stanowiska premiera, przeszkodziło mu w tym jego katolickie wyznanie. Dopiero po przejściu na emeryturę Johna Abbotta objął kierownictwo rządu. Funkcję premiera sprawował przez dwa lata do czasu przedwczesnej śmierci. Zmarł w Londynie w Anglii w czasie wizyty u królowej z okazji mianowania go członkiem Tajnej Rady. Pochowano go w rodzinnym Halifaksie.
Największą zasługą Johna Thompsona jako premiera było stworzenie pierwszego kanadyjskiego kodeksu karnego Criminal Code of Canada.